# Urretxu
Urretxu è un comune spagnolo di 6 756 abitanti situato nella comunità autonoma dei Paesi Baschi.

## Società

### Evoluzione demografica
Abitanti censiti

### Lingue e dialetti
Il dialetto basco locale appartiene alla variante gipuzkoana. Nel 2016, circa il 60% della popolazione era euskaldun ("basconfona").

## Amministrazione
Dalla Transizione spagnola ad oggi, le persone che hanno ricoperto la carica di sindaco (in basco alkatea, in spagnolo alcalde) sono state le sueguenti:
| Periodo | Periodo   | Primo cittadino            | Partito                                                                 | Carica  | Note |
| ------- | --------- | -------------------------- | ----------------------------------------------------------------------- | ------- | ---- |
| 1979    | 1983      | Juan Arbizu Larraza        | indipendente                                                            | Sindaco |      |
| 1983    | 1987      | Leon Arrieta               | Partito Nazionalista Basco (EAJ-PNV)                                    | Sindaco |      |
| 1987    | 1991      | Ramon Arbizu Larraza       | Eusko Alkartasuna (EA)                                                  | Sindaco |      |
| 1991    | 1995      | Ramon Arbizu Larraza       | EA                                                                      | Sindaco |      |
| 1995    | 1999      | Pello Gonzalez Argomaniz   | EA                                                                      | Sindaco |      |
| 1999    | 2003      | Pello Gonzalez Argomaniz   | coalizione fra Partito Nazionalista Basco ed Eusko Alkartasuna (EAJ-EA) | Sindaco |      |
| 2003    | 2007      | Pello Gonzalez Argomaniz   | EAJ-EA                                                                  | Sindaco |      |
| 2007    | 2011      | Iñaki Zabala Bengoetxea    | Azione Nazionalista Basca (2007-2009) indipendente (2009-2011)          | Sindaco |      |
| 2011    | 2015      | Oihane Zabaleta            | Bildu                                                                   | Sindaca |      |
| 2015    | 2019      | Jon Koldobika Luki Albisua | EAJ-PNV                                                                 | Sindaco |      |
| 2019    | 2023      | Jon Koldobika Luki Albisua | EAJ-PNV                                                                 | Sindaco |      |
| 2023    | in carica | Jon Koldobika Luki Albisua | EAJ-PNV                                                                 | Sindaco |      |